# Gad Rechlis
Gad Rechlis (ur. 5 lutego 1967) – izraelski szachista, arcymistrz od 1990 roku.

## Kariera szachowa
Na przełomie lat 80. i 90. należał do czołówki izraelskich szachistów. W latach 1988 i 1990 dwukrotnie reprezentował swój kraj na szachowych olimpiadach, a w roku 1989 - w drużynowych mistrzostwach Europy. W 1990 wystąpił w turnieju międzystrefowym (eliminacji mistrzostw świata) w Manili, zajmując XXII miejsce wśród 64 zawodników.
W latach 1984, 1986 i 1987 reprezentował Izrael w mistrzostwach świata juniorów do lat 20, uzyskując dobre wyniki: 1984 - 8 pkt w 13 partiach (dzielone VI-X m.), 1986 - 8½ z 13 (dz. VI-IX m.), 1987 - 8 z 13 (dz. VI-XI m.). W roku 1986 zajął IV miejsce w finale mistrzostw kraju, natomiast w 1988 zdobył w finałowym turnieju złoty medal. W 1987 r. zwyciężył w turnieju Berliner Sommer w Berlinie. W 1990 triumfował (przed Erikiem Lobronem) w turnieju strefowym w Bernie, a w 1991 zwyciężył w Ostrawie. W 1995 podzielił II miejsce (za Emilem Sutowskim) w Tel Awiwie oraz zwyciężył (wraz z Matthiasem Wahlsem, Wiaczesławem Dydyszką i Jonnym Hectorem) w turnieju Berliner Sommer. W 1996 zwyciężył (przed Aleksandrem Czerninem) w Wiedniu. W 2003 podzielił V miejsce w otwartych mistrzostwach Izraela, rozegranych w Aszdodzie.
Najwyższy ranking w karierze osiągnął 1 lipca 1996 r., z wynikiem 2535 punktów zajmował wówczas 14. miejsce wśród izraelskich szachistów.